# Rachel Berendt
Rachel Berendt fue una actriz que nació en París, (Ile-de-France ), Francia el 4 de mayo de 1893 y falleció en la misma ciudad el 19 de enero de 1957.
Era hija del periodista Henry Vincent Arkell y de Rosy Caroline Robertson, y en 1918 fue la primera esposa del actor Pierre Fresnay.

## Actividad profesional
Actriz de importante trayectoria en el teatro de Francia, donde se desempeñó en la Comedia Francesa, durante la Segunda Guerra Mundial permaneció en Argentina donde además de hacer teatro intervino en el filme Una vez en la vida (1941) dirigida por Carlos Borcosque.
Se recuerda que con su compañía de teatro francés realizaba representaciones los miércoles en el Teatro Maipo aprovechando los días de descanso del elenco del teatro.
Escribió el libro de memorias Sarah Bernhardt en mi recuerdo

## Filmografía
Actriz
- El diario de un cura de campaña o Journal d'un curé de campagne o Diario de un cura rural (1951) (como Marie-Monique Arkell).... La Condesa
- Una vez en la vida (1941)
- Paris-Beguin (1931).... Gaby
- Los misterios de París o Les mystères de Paris (1924).... La Louve
- Jeanne la maudite (1913)

## Teatro
- 1925 La Robe d'un soir de Rosemonde Gérard, dirigida por Firmin Gémier, Teatro Odeón
- 1928: Amours de Paul Nivoix, Teatro Odeón
- 1935: El médico de su honra de Pedro Calderón de la Barca, dirigida por Charles Dullin, Teatro del Atelier